# Z.B.LJ.U.V.
Zajednica za boljitak ugnjetavanih vilenjaka (često nazivana i Z.B.LJ.U.V ili ZBLJUV) imaginarna je organizacija u romanima o Harryju Potteru britanske spisateljice J. K. Rowling.
Organizaciju je osnovala Hermiona Granger (u Harryju Potteru i Plamenom peharu) koja se zgrozila nad načinom na koji čarobnjaci postupaju prema kućnim vilenjacima i odlučila nešto poduzeti. Cilj organizacije je da se kućnim vilenjacima osiguraju veća prava i bolji uvjeti rada, ali i sloboda. Hermiona je isprva organizaciju željela nazvati Zaustavite sramotnu zlouporabu bratskih nam magičnih stvorenja i založite se za promjenu u njihovom zakonskom statusu, ali odustala je od tog naziva kad je shvatila da je on predug da bi stao na značke. Ipak, taj naziv našao je svoje mjesto u zaglavlju manifesta organizacije.

## Osnivanje
Od Gryffindorskog duha Skoro Bezglavog Nicka saznala je da u Hogwartskoj kuhinji radi više od stotinu vilenjaka što ju je izravno potaklo na osnivanje organizacije. Kratkoročni ciljevi Z.B.LJ.U.V.-a uključuju osiguravanje pravedne plaće i radnih uvjeta za vilenjake, dok dugoročni ciljevi uključuju mijenjanje zakona o zabrani upotrebe čarobnog štapića te nastojanje da ubace jednog vilenjaka u Odjel za regulaciju i kontrolu magičnih stvorenja, jer su tamo vilenjaci vrlo slabo zastupljeni. Upis u zajednicu stoji dva srpa - time se dobiva značka. 
Hermiona je za rizničara odredila Rona Weasleyja, a za zapisničara Harryja Pottera. Hermiona je pokušavala povećati broj članova, ali bez velikog uspjeha - većina se učlanila samo zato da bi ih Hermiona prestala gnjaviti, a neke je učenike ta tema donekle i zanimala, iako im je u prvom redu ipak bila smiješna.